# Scarus persicus
Scarus persicus är en fiskart som beskrevs av Randall och Bruce, 1983. Scarus persicus ingår i släktet Scarus och familjen Scaridae. IUCN kategoriserar arten globalt som livskraftig. Inga underarter finns listade i Catalogue of Life.